# Abell 383
Abell 383 est un amas de galaxies situé dans la constellation de l'Éridan. Sa vitesse par rapport au fond diffus cosmologique est de 56 957 ± 267 km/s, ce qui correspond à une distance de Hubble de 840,1 ± 58,9 Mpc (∼2,74 milliards d'al).

## Galaxie dominante
La galaxie dominante de l'amas est PGC145057, une galaxie elliptique, la plus brillante de l'amas (BCG). Sa vitesse par rapport au fond diffus cosmologique est de 56 361 ± 33 km/s, ce qui correspond à une distance de Hubble de 831,28 ± 58,19 Mpc (∼2,71 milliards d'al). Son envergure est égale à environ 31,10 Mpc (∼101 millions d'al), ce qui est peu pour la galaxie principale d'un amas, ces dernières étant le plus souvent de plus vastes galaxies. Comme observé dans de nombreux autres amas galactiques, PGC 145057 produit un effet en lentille gravitationnelle sur des galaxies lointaines, situées en arrière-plan. Un fin arc lumineux est notamment visible près d'elle, sur son côté Sud-Ouest.

## Supernova lointaine
L'explosion d'une supernova lointaine a été capturée par le télescope spatial Hubble le 18 janvier 2011. Celle-ci fut observée grâce à un effet de lentille engendré par l'une des galaxies membre de l'amas. Sa distance par rapport à la Terre fut estimée à environ 8 milliards d'années-lumière.
Cette supernova a été découverte dans le cadre du programme CLASH (Cluster Lensing and Supernova survey with Hubble) du télescope spatial Hubble, destiné à la recherche de supernovas lointaines par l'intermédiaire d'effets de lentille gravitationnelle.